# Golpe de Estado en Bolivia de 1964
El golpe de Estado en Bolivia de 4 de noviembre de 1964 fue liderado por el vicepresidente y militar René Barrientos y el comandante militar Alfredo Ovando Candía contra el presidente Víctor Paz Estenssoro, líder de la Revolución Nacional de 1952, recientemente reelegido para un tercer mandato. Este golpe marcó 18 años de gobiernos militares en Bolivia (1964-1982).
Tanto Barrientos como Ovando llamaron a su proceso golpista de Revolución Restauradora, alegando una continuidad de la Revolución Nacional Boliviana.

## Antecedentes
Con el triunfo de la revolución de abril de 1952, el MNR gobernó Bolivia durante 12 años. Sin embargo, el partido no estaría unido. En 1964, Paz Estenssoro fue elegido para un tercer mandato acompañado de un militar, el vicepresidente René Barrientos. La decisión de Paz Estenssoro de extenderse en el poder provocó tres dirigentes del MNR (Juan Lechín, Hernán Siles y Walter Guevara) convertirse en oposición al gobierno.

## Golpe
El golpe comenzó temprano el 3 de noviembre, cuando tropas del regimiento de Ingavi se rebelaron en La Paz. Por la noche, todas las unidades militares importantes apoyaron el golpe, y en la tarde del 4 de noviembre, Estenssoro fue exiliado con su familia a Lima, cuando Barrientos y Ovando establecieron su junta. Se informó de algunos enfrentamientos esporádicos entre la milicia obrera y el ejército, pero pronto remitieron. Fue Ovando quien anunció públicamente la formación de la junta, pero en la tarde del día 4, el vicepresidente Barrientos, más popular y constitucionalmente aceptable, emergió como líder.